# Moyenne montagne

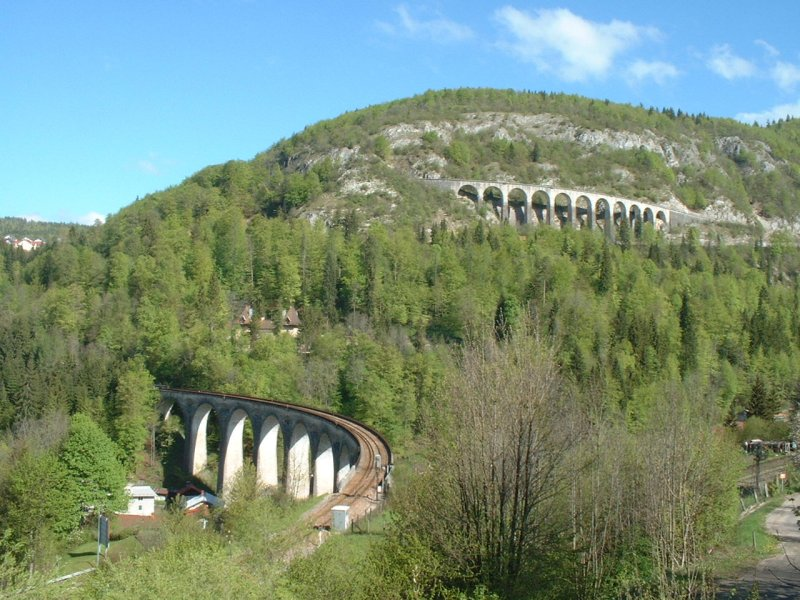
Paysage du massif du Jura.

La moyenne montagne est constituée des régions montagneuses comprises entre la basse montagne et la haute montagne. Par rapport à cette dernière, les régions de moyenne montagne sont nettement plus propices au développement de la faune et de la flore et à l'habitation humaine. Dans les Alpes, on considère généralement la moyenne montagne comme une zone dont l'altitude est approximativement comprise entre 1 000 et 2 000 mètres ; mais, pour d'autres massifs, sa définition peut varier fortement en fonction de la latitude et des contraintes géologiques.

## Géographie

### Conditions climatiques
C'est à partir de la moyenne montagne que l'on rencontre à proprement parler le climat montagnard, nettement plus froid et nettement plus humide que les plaines environnantes et cet effet se renforce à mesure que l'on gagne en altitude. On considère sous les latitude tempérées que l'on perd 1 °C tous les 150 m d'altitude.

### Écosystème
Dans l'étagement de la végétation, les zones de moyenne montagne correspondent dans les régions tempérées à la zone de l'étage montagnard et à tout ou partie de l'étage subalpin.

## Économie
Les sports d'hiver connaissent un véritable engouement au milieu du XXe siècle et transforment les paysages de la moyenne montagne qui se tourne plus tardivement que la haute montagne vers un tourisme de masse. Souffrant d'un enneigement inégal, la moyenne montagne a en effet « développé successivement des activités complémentaires du ski alpin avec le ski de fond, le ski nordique et, surtout, un tourisme estival lié d'abord au thermalisme puis à la randonnée. »
« Sous l’effet de l’internationalisation du tourisme, la concurrence entre les stations de sports d’hiver se renforce. Chacune d’elles est alors amenée à valoriser ses propres ressources touristiques et à se construire une identité locale différenciée de celle des autres territoires afin de conserver son attractivité. »
La survenance de facteurs conjoncturels qui touchent tout particulièrement les stations de moyenne montagne, tels que le changement climatique avec, notamment, comme conséquence un enneigement aléatoire, le changement de comportement des consommateurs (privilégiant les stations de haute montagne), les séjours plus courts avec des décisions de dernière minute, les destinations qui développent un ski low cost, une saturation du marché solvable, une récession économique et une rationalisation des dépenses publiques, incite ces stations à engager une politique de diversification « 4 saisons » par le développement d'activités estivales (tourisme vert et de nature, patrimoine),.